# División Intermedia 2023
El campeonato de la División Intermedia 2023, fue la 105.ª edición del campeonato de Segunda División y la 26.ª edición de la División Intermedia, desde la creación de la misma en 1997. Es organizado por la Asociación Paraguaya de Fútbol contando con la participación de 16 clubes. 
Los equipos nuevos en la categoría fueron los ascendidos de 2022, Deportivo Recoleta de Asunción, campeón de la Primera División B; 24 de Setiembre VP de Areguá, subcampeón de la Primera División B y Sportivo Carapeguá de Carapeguá, campeón del Primera División B Nacional. Así también los clubes Sol de América de Villa Elisa y 12 de Octubre de Itauguá, descendidos de la Primera División de 2022.
El campeonato inició el 31 de marzo mientras que la fecha de finalización fue el 9 de octubre.
El club Sol de América logró el ascenso en la fecha 27 del campeonato y se consagró campeón en la antepenúltima. El 2 de Mayo de Pedro Juan Caballero también logró quedarse con el otro cupo en la fecha 28 y el subcampeonato al empatar con el 3 de Febrero. Al otro extremo perdieron la categoría, por la fecha 26, el club 12 de Octubre, por la fecha 29, el club 24 de Setiembre y por la fecha 30, el club Atyrá.

## Ascensos y descensos
| Pos | Ascendidos a Primera División |
| --- | ----------------------------- |
| 1.º | Sportivo Trinidense           |
| 2.º | Sportivo Luqueño              |

| Pos  | Descendido a Primera División B Nacional |
| ---- | ---------------------------------------- |
| 14.º | Guaraní (Trinidad)                       |

| Po   | Descendidos a Primera División B Metropolitana |
| ---- | ---------------------------------------------- |
| 15.º | Sportivo Iteño                                 |
| 16.º | River Plate                                    |

| Pos  | Descendidos de la Primera División |
| ---- | ---------------------------------- |
| 11.º | Sol de América                     |
| 12.º | 12 de Octubre                      |

| Pos | Ascendido de la Primera División B Nacional |
| --- | ------------------------------------------- |
| 1.º | Sportivo Carapeguá                          |

| Pos | Ascendidos de la Primera División B Metropolitana |
| --- | ------------------------------------------------- |
| 1.º | Deportivo Recoleta                                |
| 2.º | 24 de Setiembre VP                                |

## Producto de la clasificación
- El torneo consagrará al campeón número 26.º en la historia de la División Intermedia (desde su creación en 1997) y al 104.º ganador de la Segunda División.

- Los dos primeros de esta temporada ascenderán a la Primera División.

- Los clubes que finalicen en las tres últimas posiciones en la tabla de promedios descenderán, los clubes de ciudades que se encuentren como máximo a 50 km de Asunción lo harán a la Primera División B mientras que los clubes del interior del país, a la Primera División B Nacional.

## Sistema de competición
Como en temporadas anteriores, el modo de disputa es el mismo bajo el sistema de todos contra todos con partidos de ida y vuelta, unos como local y otros como visitante en dos rondas de quince jornadas cada una. Es campeón el equipo que acumula la mayor cantidad de puntos al término de las 30 fechas.
En caso de igualdad de puntos entre dos contendientes se define el título en un partido extra. De existir más de dos en disputa se toman en cuenta los siguientes parámetros:
1. saldo de goles.
2. mayor cantidad de goles marcados.
3. mayor cantidad de goles marcados en condición de visitante.
4. sorteo.

Para determinar el descenso, los tres últimos equipos en la tabla de promedios descenderán a la Primera B o Primera B Nacional.

## Equipos participantes

### Localización
La mayoría de los clubes (6) se concentra en el departamento Central. En tanto que cuatro se encuentran a corta distancia en la capital del país. Uno pertenece al departamento de Caaguazú, uno al de Alto Paraná, uno al de Paraguarí, uno al de San Pedro, uno al de Amambay y el último al de Cordillera.
- Nota: La sede social y administrativa del club Sol de América se halla en Barrio Obrero, Asunción, pero su campo de juego se ubica en Villa Elisa donde hace de local desde 1985.

| Distrito capital/Departamento | Cantidad | Equipos |
| ----------------------------- | -------- | --- |
| Departamento Central          | 6        | Atlético Colegiales (Lambaré), Martín Ledesma (Capiatá), 24 de Setiembre VP (Areguá), 12 de Octubre (Itauguá), Sol de América (Villa Elisa) y San Lorenzo. |
| Asunción                      | 4        | Fernando de la Mora, Rubio Ñu, Deportivo Recoleta e Independiente.                                                                                         |
| Departamento de Paraguarí     | 1        | Sportivo Carapeguá. |
| Departamento de Alto Paraná   | 1        | Atl. 3 de Febrero (Ciudad del Este). |
| Departamento de Caaguazú      | 1        | Pastoreo FC (Juan Manuel Frutos). |
| Departamento de San Pedro     | 1        | Deportivo Santaní (San Estanislao). |
| Departamento de Amambay       | 1        | Spvo. 2 de Mayo (Pedro Juan Caballero). |
| Departamento de Cordillera    | 1        | Atyrá FC. |

### Información de equipos
Listado de los equipos que disputarán este torneo. El número de equipos participantes para esta temporada es de 16.
| Equipo                | Ciudad               | Estadio                    | Capacidad | Fundación                |
| 12 de Octubre F.C.    | Itauguá              | Luis Salinas               | 10.000    | 14 de agosto de 1914     |
| Atlético 3 de Febrero | Ciudad del Este      | Antonio Aranda             | 28.000    | 20 de noviembre de 1970  |
| Atyrá F.C.            | Atyrá                | San Francisco de Asís      | 9.000     | 7 de abril de 2018       |
| Martín Ledesma        | Capiatá              | Enrique Soler              | 5.000     | 22 de septiembre de 1914 |
| Deportivo Santaní     | San Estanislao       | Juan José Vázquez          | 10.000    | 27 de febrero de 2009    |
| Fernando de la Mora   | Asunción             | Emiliano Ghezzi            | 6.000     | 25 de diciembre de 1925  |
| Sportivo Carapeguá    | Carapeguá            | Municipal de Carapeguá     | 10.000    | 3 de septiembre de 2010  |
| 24 de Setiembre VP    | Areguá               | Próculo Cortázar           | 2.500     | 24 de setiembre de 1914  |
| Atlético Colegiales   | Lambaré              | Luciano Zacarías           | 4.500     | 7 de enero de 1977       |
| Independiente F.B.C.  | Asunción             | Ricardo Gregor             | 4.000     | 20 de septiembre de 1925 |
| Rubio Ñu              | Asunción             | La Arboleda                | 8.000     | 24 de agosto de 1913     |
| Sportivo 2 de Mayo    | Pedro Juan Caballero | Río Parapití               | 25.000    | 6 de diciembre de 1935   |
| Pastoreo F.C.         | Juan Manuel Frutos   | Complejo María Auxiliadora | 5.000     | 14 de junio de 2020      |
| Deportivo Recoleta    | Asunción             | Roque Battilana            | 6.000     | 12 de febrero de 1931    |
| Sportivo San Lorenzo  | San Lorenzo          | Gunther Vogel              | 5.000     | 17 de abril de 1930      |
| Sol de América        | Villa Elisa          | Prof. Luis Alfonso Giagni  | 11.000    | 22 de marzo de 1909      |
| --------------------- | -------------------- | -------------------------- | --------- | ------------------------ |

## Clasificación
| Pos. | Equipo                 | Pts. | PJ | G  | E  | P  | GF | GC | Dif. |  |
| ---- | ---------------------- | ---- | -- | -- | -- | -- | -- | -- | ---- |  |
| 1    | Sol de América (A, C)  | 67   | 30 | 21 | 4  | 5  | 46 | 25 | +21  |  |
| 2    | Sportivo 2 de Mayo (A) | 57   | 30 | 16 | 9  | 5  | 46 | 23 | +23  |  |
| 3    | Independiente (CG)     | 51   | 30 | 14 | 9  | 7  | 53 | 35 | +18  |  |
| 4    | Deportivo Recoleta     | 51   | 30 | 15 | 6  | 9  | 59 | 45 | +14  |  |
| 5    | Fernando de la Mora    | 48   | 30 | 14 | 6  | 10 | 40 | 31 | +9   |  |
| 6    | Rubio Ñu               | 44   | 30 | 12 | 8  | 10 | 42 | 44 | −2   |  |
| 7    | Deportivo Santaní      | 44   | 30 | 12 | 8  | 10 | 41 | 43 | −2   |  |
| 8    | Sportivo Carapeguá     | 43   | 30 | 11 | 10 | 9  | 43 | 31 | +12  |  |
| 9    | Pastoreo               | 43   | 30 | 11 | 10 | 9  | 37 | 31 | +6   |  |
| 10   | San Lorenzo            | 42   | 30 | 11 | 9  | 10 | 35 | 27 | +8   |  |
| 11   | Atlético 3 de Febrero  | 39   | 30 | 11 | 6  | 13 | 39 | 42 | −3   |  |
| 12   | Atlético Colegiales    | 32   | 30 | 9  | 5  | 16 | 29 | 44 | −15  |  |
| 13   | Martín Ledesma         | 31   | 30 | 8  | 7  | 15 | 30 | 41 | −11  |  |
| 14   | 24 de Setiembre VP (D) | 29   | 30 | 7  | 8  | 15 | 38 | 52 | −14  |  |
| 15   | Atyrá (D)              | 26   | 30 | 7  | 5  | 18 | 32 | 58 | −26  |  |
| 16   | 12 de Octubre (D)      | 14   | 30 | 2  | 8  | 20 | 24 | 62 | −38  |  |

Actualizado a los partidos jugados el 9 de octubre de 2023.
 Fuente: APF
| C y SC | Ascienden a Primera División de Paraguay |

## Evolución de la clasificación
| Equipo \ Jornada      | 01 | 02 | 03 | 04 | 05 | 06 | 07 | 08 | 09 | 10 | 11 | 12 | 13 | 14 | 15 | 16 | 17 | 18 | 19 | 20 | 21 | 22 | 23 | 24 | 25 | 26 | 27 | 28 | 29 | 30 |
| --------------------- | -- | -- | -- | -- | -- | -- | -- | -- | -- | -- | -- | -- | -- | -- | -- | -- | -- | -- | -- | -- | -- | -- | -- | -- | -- | -- | -- | -- | -- | -- |
| Atlético 3 de Febrero | 13 | 5  | 4  | 8  | 9  | 13 | 8  | 11 | 7  | 10 | 12 | 9  | 9  | 9  | 9  | 9  | 9  | 11 | 10 | 11 | 11 | 11 | 11 | 11 | 11 | 11 | 11 | 11 | 11 | 11 |
| Atyrá F.C.            | 6  | 15 | 16 | 16 | 16 | 15 | 15 | 15 | 15 | 15 | 15 | 15 | 14 | 12 | 13 | 14 | 12 | 13 | 13 | 13 | 13 | 13 | 15 | 15 | 15 | 15 | 15 | 15 | 15 | 15 |
| Martín Ledesma        | 5  | 13 | 7  | 11 | 13 | 12 | 7  | 10 | 12 | 14 | 14 | 14 | 15 | 15 | 15 | 15 | 15 | 15 | 14 | 14 | 14 | 14 | 13 | 13 | 14 | 12 | 12 | 14 | 14 | 13 |
| Deportivo Santaní     | 9  | 4  | 3  | 2  | 1  | 1  | 2  | 2  | 2  | 2  | 2  | 2  | 3  | 3  | 5  | 5  | 6  | 8  | 7  | 8  | 6  | 6  | 8  | 7  | 7  | 7  | 9  | 7  | 9  | 7  |
| Fernando de la Mora   | 4  | 3  | 1  | 1  | 2  | 3  | 3  | 4  | 6  | 5  | 4  | 5  | 5  | 4  | 3  | 4  | 3  | 3  | 2  | 4  | 2  | 4  | 5  | 5  | 5  | 5  | 5  | 5  | 5  | 5  |
| Sol de América        | 1  | 1  | 2  | 5  | 4  | 4  | 4  | 3  | 3  | 4  | 3  | 3  | 2  | 1  | 1  | 1  | 1  | 1  | 1  | 1  | 1  | 1  | 1  | 1  | 1  | 1  | 1  | 1  | 1  | 1  |
| 12 de Octubre         | 10 | 11 | 15 | 15 | 15 | 16 | 16 | 16 | 16 | 16 | 16 | 16 | 16 | 16 | 16 | 16 | 16 | 16 | 16 | 16 | 16 | 16 | 16 | 16 | 16 | 16 | 16 | 16 | 16 | 16 |
| Atlético Colegiales   | 7  | 14 | 14 | 12 | 14 | 14 | 14 | 14 | 14 | 13 | 13 | 13 | 13 | 14 | 14 | 13 | 14 | 14 | 15 | 15 | 15 | 15 | 14 | 14 | 12 | 14 | 14 | 13 | 12 | 12 |
| Spvo. Carapeguá       | 12 | 12 | 13 | 9  | 11 | 8  | 10 | 13 | 9  | 9  | 10 | 12 | 12 | 13 | 12 | 11 | 10 | 9  | 9  | 9  | 9  | 7  | 9  | 9  | 9  | 8  | 7  | 8  | 7  | 8  |
| Independiente         | 11 | 16 | 9  | 13 | 12 | 9  | 13 | 9  | 11 | 12 | 8  | 8  | 8  | 7  | 7  | 8  | 7  | 5  | 6  | 5  | 5  | 5  | 4  | 4  | 3  | 4  | 4  | 4  | 3  | 3  |
| Rubio Ñu              | 3  | 6  | 11 | 14 | 10 | 6  | 9  | 7  | 8  | 8  | 9  | 10 | 11 | 11 | 10 | 10 | 11 | 10 | 11 | 10 | 10 | 8  | 6  | 6  | 6  | 6  | 6  | 6  | 6  | 6  |
| Spvo. 2 de Mayo       | 14 | 8  | 8  | 3  | 3  | 2  | 1  | 1  | 1  | 1  | 1  | 1  | 1  | 2  | 2  | 3  | 2  | 4  | 3  | 3  | 4  | 3  | 2  | 2  | 2  | 2  | 2  | 2  | 2  | 2  |
| Pastoreo FC           | 8  | 10 | 6  | 6  | 8  | 7  | 12 | 8  | 10 | 7  | 7  | 7  | 7  | 8  | 8  | 6  | 8  | 6  | 5  | 7  | 8  | 10 | 10 | 10 | 10 | 10 | 10 | 9  | 10 | 9  |
| Deportivo Recoleta    | 15 | 7  | 12 | 7  | 5  | 5  | 5  | 6  | 4  | 6  | 6  | 4  | 4  | 5  | 4  | 2  | 4  | 2  | 4  | 2  | 3  | 2  | 3  | 3  | 4  | 3  | 3  | 3  | 4  | 4  |
| Spvo. San Lorenzo     | 2  | 2  | 5  | 4  | 6  | 10 | 6  | 5  | 5  | 3  | 5  | 6  | 6  | 6  | 6  | 7  | 5  | 7  | 8  | 6  | 7  | 9  | 7  | 8  | 8  | 9  | 8  | 10 | 8  | 10 |
| 24 de Setiembre VP    | 16 | 9  | 10 | 10 | 7  | 11 | 11 | 12 | 13 | 11 | 11 | 11 | 10 | 10 | 11 | 12 | 13 | 12 | 12 | 12 | 12 | 12 | 12 | 12 | 13 | 13 | 13 | 12 | 13 | 14 |

Notas:
* Indica la posición del equipo con un partido pendiente.
| C y SC | Ascienden a Primera División de Paraguay |

## Fixture
- Los horarios son correspondientes a la hora local de verano (UTC-3) y horario estándar (UTC-4), Asunción, Paraguay.

### Primera vuelta
| Fecha 1             | Fecha 1   | Fecha 1             | Fecha 1               | Fecha 1     | Fecha 1 |
| Local               | Resultado | Visitante           | Estadio               | Día         | Hora    |
| ------------------- | --------- | ------------------- | --------------------- | ----------- | ------- |
| San Lorenzo         | 3 - 1     | Deportivo Recoleta  | Gunther Vogel         | 31 de marzo | 17:30   |
| Sol de América      | 3 - 0     | 24 de Setiembre VP  | Luis Alfonso Giagni   | 31 de marzo | 19:45   |
| Fernando de la Mora | 1 - 0     | 2 de Mayo           | Emiliano Ghezzi       | 1 de abril  | 10:00   |
| Martín Ledesma      | 1 - 1     | 12 de Octubre       | Enrique Soler         | 1 de abril  | 10:00   |
| Atyrá               | 1 - 1     | Atlético Colegiales | San Francisco de Asís | 2 de abril  | 10:00   |
| Pastoreo            | 1 - 1     | Deportivo Santaní   | Municipal de Campo 9  | 2 de abril  | 10:00   |
| 3 de Febrero        | 1 - 2     | Rubio Ñu            | Antonio Aranda        | 3 de abril  | 17:30   |
| Independiente CG    | 1 - 1     | Sportivo Carapeguá  | Ricardo Gregor        | 3 de abril  | 19:45   |

| Fecha 2             | Fecha 2   | Fecha 2             | Fecha 2                      | Fecha 2     | Fecha 2 |
| Local               | Resultado | Visitante           | Estadio                      | Día         | Hora    |
| ------------------- | --------- | ------------------- | ---------------------------- | ----------- | ------- |
| Pastoreo            | 1 - 1     | Fernando de la Mora | Municipal de Campo 9         | 6 de abril  | 10:00   |
| 24 de Setiembre VP  | 2 - 1     | Martín Ledesma      | Próculo Cortázar             | 6 de abril  | 10:00   |
| Sportivo Carapeguá  | 1 - 2     | 3 de Febrero        | Presbítero Manuel Gamarra    | 8 de abril  | 10:00   |
| Rubio Ñu            | 1 - 2     | Sol de América      | La Arboleda                  | 8 de abril  | 10:00   |
| Atlético Colegiales | 0 - 1     | San Lorenzo         | Profesor Luciano Zacarías    | 9 de abril  | 10:00   |
| Deportivo Recoleta  | 2 - 0     | Independiente CG    | Jardines del Kelito          | 9 de abril  | 10:00   |
| Deportivo Santaní   | 1 - 0     | Atyrá               | Juan José Vázquez            | 10 de abril | 17:30   |
| 12 de Octubre       | 1 - 2     | 2 de Mayo           | Luis Alberto Salinas Tanasio | 10 de abril | 19:45   |

| Fecha 3             | Fecha 3   | Fecha 3             | Fecha 3               | Fecha 3     | Fecha 3 |
| Local               | Resultado | Visitante           | Estadio               | Día         | Hora    |
| ------------------- | --------- | ------------------- | --------------------- | ----------- | ------- |
| Independiente CG    | 2 - 1     | Atlético Colegiales | Ricardo Gregor        | 14 de abril | 17:30   |
| 3 de Febrero        | 2 - 0     | Deportivo Recoleta  | Antonio Aranda        | 14 de abril | 19:45   |
| Fernando de la Mora | 5 - 1     | 12 de Octubre       | Emiliano Ghezzi       | 15 de abril | 10:00   |
| Atyrá               | 0 - 5     | Pastoreo            | San Francisco de Asís | 15 de abril | 10:00   |
| Martín Ledesma      | 3 - 1     | Rubio Ñu            | Enrique Soler         | 16 de abril | 10:00   |
| Sol de América      | 1 - 1     | Sportivo Carapeguá  | Luis Alfonso Giagni   | 16 de abril | 10:00   |
| 2 de Mayo           | 0 - 0     | 24 de Setiembre VP  | Río Parapití          | 17 de abril | 15:30   |
| San Lorenzo         | 0 - 2     | Deportivo Santaní   | Gunther Vogel         | 17 de abril | 19:45   |

| Fecha 4             | Fecha 4   | Fecha 4             | Fecha 4                                             | Fecha 4     | Fecha 4 |
| Local               | Resultado | Visitante           | Estadio                                             | Día         | Hora    |
| ------------------- | --------- | ------------------- | --------------------------------------------------- | ----------- | ------- |
| Atyrá               | 0 - 2     | Fernando de la Mora | San Francisco de Asís                               | 21 de abril | 14:45   |
| Atlético Colegiales | 1 - 0     | 3 de Febrero        | Profesor Luciano Zacarías                           | 21 de abril | 14:45   |
| 24 de Setiembre VP  | 1 - 1     | 12 de Octubre       | Próculo Cortázar                                    | 22 de abril | 10:00   |
| Rubio Ñu            | 1 - 3     | 2 de Mayo           | La Arboleda                                         | 22 de abril | 10:00   |
| Deportivo Recoleta  | 7 - 1     | Sol de América      | Centro de Alto Rendimiento de Divisiones Formativas | 23 de abril | 10:00   |
| Pastoreo            | 0 - 0     | San Lorenzo         | Municipal de Campo 9                                | 23 de abril | 10:00   |
| Sportivo Carapeguá  | 1 - 0     | Martín Ledesma      | Presbítero Manuel Gamarra                           | 24 de abril | 14:45   |
| Deportivo Santaní   | 1 - 0     | Independiente CG    | Juan José Vázquez                                   | 24 de abril | 18:30   |

| Fecha 5             | Fecha 5   | Fecha 5             | Fecha 5                      | Fecha 5     | Fecha 5 |
| Local               | Resultado | Visitante           | Estadio                      | Día         | Hora    |
| ------------------- | --------- | ------------------- | ---------------------------- | ----------- | ------- |
| Fernando de la Mora | 1 - 2     | 24 de Setiembre VP  | Emiliano Ghezzi              | 27 de abril | 10:00   |
| 12 de Octubre       | 0 - 2     | Rubio Ñu            | Luis Alberto Salinas Tanasio | 27 de abril | 10:00   |
| 3 de Febrero        | 2 - 3     | Deportivo Santaní   | Antonio Aranda               | 28 de abril | 17:30   |
| Independiente CG    | 1 - 1     | Pastoreo            | Ricardo Gregor               | 28 de abril | 19:45   |
| 2 de Mayo           | 2 - 0     | Sportivo Carapeguá  | Río Parapití                 | 29 de abril | 10:00   |
| Martín Ledesma      | 1 - 2     | Deportivo Recoleta  | Enrique Soler                | 29 de abril | 10:00   |
| San Lorenzo         | 2 - 2     | Atyrá               | Gunther Vogel                | 1 de mayo   | 17:30   |
| Sol de América      | 2 - 1     | Atlético Colegiales | Luis Alfonso Giagni          | 1 de mayo   | 19:45   |

| Fecha 6             | Fecha 6   | Fecha 6             | Fecha 6                                             | Fecha 6   | Fecha 6 |
| Local               | Resultado | Visitante           | Estadio                                             | Día       | Hora    |
| ------------------- | --------- | ------------------- | --------------------------------------------------- | --------- | ------- |
| Atlético Colegiales | 0 - 3     | Martín Ledesma      | Profesor Luciano Zacarías                           | 5 de mayo | 14:45   |
| Deportivo Recoleta  | 3 - 7     | 2 de Mayo           | Centro de Alto Rendimiento de Divisiones Formativas | 5 de mayo | 14:45   |
| Atyrá               | 2 - 4     | Independiente CG    | San Francisco de Asís                               | 6 de mayo | 10:00   |
| Sportivo Carapeguá  | 3 - 0     | 12 de Octubre       | Presbítero Manuel Gamarra                           | 6 de mayo | 10:00   |
| San Lorenzo         | 1 - 2     | Fernando de la Mora | Gunther Vogel                                       | 7 de mayo | 10:00   |
| Pastoreo            | 0 - 0     | 3 de Febrero        | Municipal de Campo 9                                | 7 de mayo | 10:00   |
| Rubio Ñu            | 5 - 4     | 24 de Setiembre VP  | La Arboleda                                         | 8 de mayo | 14:45   |
| Deportivo Santaní   | 2 - 1     | Sol de América      | Juan José Vázquez                                   | 8 de mayo | 19:15   |

| Fecha 7             | Fecha 7   | Fecha 7             | Fecha 7                      | Fecha 7    | Fecha 7 |
| Local               | Resultado | Visitante           | Estadio                      | Día        | Hora    |
| ------------------- | --------- | ------------------- | ---------------------------- | ---------- | ------- |
| 12 de Octubre       | 1 - 4     | Deportivo Recoleta  | Luis Alberto Salinas Tanasio | 12 de mayo | 18:15   |
| Independiente CG    | 0 - 1     | San Lorenzo         | Ricardo Gregor               | 12 de mayo | 20:30   |
| Fernando de la Mora | 1 - 1     | Rubio Ñu            | Emiliano Ghezzi              | 13 de mayo | 10:00   |
| 24 de Setiembre VP  | 3 - 3     | Sportivo Carapeguá  | Próculo Cortázar             | 13 de mayo | 10:00   |
| Martín Ledesma      | 1 - 0     | Deportivo Santaní   | Enrique Soler                | 14 de mayo | 10:00   |
| 2 de Mayo           | 2 - 0     | Atlético Colegiales | Río Parapití                 | 14 de mayo | 10:00   |
| 3 de Febrero        | 2 - 0     | Atyrá               | Antonio Aranda               | 15 de mayo | 18:15   |
| Sol de América      | 1 - 0     | Pastoreo            | Luis Alfonso Giagni          | 15 de mayo | 20:30   |

| Fecha 8             | Fecha 8   | Fecha 8             | Fecha 8                                             | Fecha 8    | Fecha 8 |
| Local               | Resultado | Visitante           | Estadio                                             | Día        | Hora    |
| ------------------- | --------- | ------------------- | --------------------------------------------------- | ---------- | ------- |
| Deportivo Recoleta  | 0 - 0     | 24 de Setiembre VP  | Centro de Alto Rendimiento de Divisiones Formativas | 16 de mayo | 10:00   |
| Sportivo Carapeguá  | 0 - 1     | Rubio Ñu            | Municipal de Carapeguá                              | 16 de mayo | 14:30   |
| Independiente CG    | 2 - 1     | Fernando de la Mora | Ricardo Gregor                                      | 16 de mayo | 14:30   |
| Atlético Colegiales | 2 - 0     | 12 de Octubre       | Profesor Luciano Zacarías                           | 17 de mayo | 10:00   |
| Deportivo Santaní   | 2 - 2     | 2 de Mayo           | Juan José Vázquez                                   | 17 de mayo | 18:15   |
| Atyrá               | 1 - 2     | Sol de América      | San Francisco de Asís                               | 18 de mayo | 14:30   |
| Pastoreo            | 3 - 1     | Martín Ledesma      | Municipal de Campo 9                                | 18 de mayo | 14:30   |
| San Lorenzo         | 1 - 0     | 3 de Febrero        | Gunther Vogel                                       | 18 de mayo | 18:15   |

| Fecha 9             | Fecha 9   | Fecha 9             | Fecha 9                      | Fecha 9    | Fecha 9 |
| Local               | Resultado | Visitante           | Estadio                      | Día        | Hora    |
| ------------------- | --------- | ------------------- | ---------------------------- | ---------- | ------- |
| Rubio Ñu            | 0 - 2     | Deportivo Recoleta  | La Arboleda                  | 19 de mayo | 14:30   |
| Fernando de la Mora | 0 - 1     | Sportivo Carapeguá  | Emiliano Ghezzi              | 19 de mayo | 14:30   |
| 24 de Setiembre VP  | 2 - 3     | Atlético Colegiales | Próculo Cortázar             | 20 de mayo | 10:00   |
| 12 de Octubre       | 2 - 3     | Deportivo Santaní   | Luis Alberto Salinas Tanasio | 20 de mayo | 10:00   |
| Martín Ledesma      | 0 - 2     | Atyrá               | Enrique Soler                | 21 de mayo | 10:00   |
| 2 de Mayo           | 2 - 0     | Pastoreo            | Río Parapití                 | 21 de mayo | 10:00   |
| 3 de Febrero        | 2 - 0     | Independiente CG    | Antonio Aranda               | 22 de mayo | 18:15   |
| Sol de América      | 1 - 1     | San Lorenzo         | Luis Alfonso Giagni          | 22 de mayo | 20:30   |

| Fecha 10            | Fecha 10  | Fecha 10            | Fecha 10                                            | Fecha 10   | Fecha 10 |
| Local               | Resultado | Visitante           | Estadio                                             | Día        | Hora     |
| ------------------- | --------- | ------------------- | --------------------------------------------------- | ---------- | -------- |
| 3 de Febrero        | 0 - 2     | Fernando de la Mora | Antonio Aranda                                      | 26 de mayo | 18:15    |
| Deportivo Santaní   | 0 - 1     | 24 de Setiembre VP  | Juan José Vázquez                                   | 26 de mayo | 20:30    |
| Pastoreo            | 1 - 0     | 12 de Octubre       | Municipal de Campo 9                                | 27 de mayo | 10:00    |
| Atlético Colegiales | 1 - 1     | Rubio Ñu            | Profesor Luciano Zacarías                           | 27 de mayo | 10:00    |
| Atyrá               | 1 - 0     | 2 de Mayo           | San Francisco de Asís                               | 28 de mayo | 10:00    |
| Deportivo Recoleta  | 0 - 0     | Sportivo Carapeguá  | Centro de Alto Rendimiento de Divisiones Formativas | 28 de mayo | 10:00    |
| San Lorenzo         | 1 - 0     | Martín Ledesma      | Gunther Vogel                                       | 29 de mayo | 18:15    |
| Independiente CG    | 2 - 2     | Sol de América      | Ricardo Gregor                                      | 29 de mayo | 20:30    |

| Fecha 11            | Fecha 11  | Fecha 11            | Fecha 11                     | Fecha 11   | Fecha 11 |
| Local               | Resultado | Visitante           | Estadio                      | Día        | Hora     |
| ------------------- | --------- | ------------------- | ---------------------------- | ---------- | -------- |
| 12 de Octubre       | 3 - 0     | Atyrá               | Luis Alberto Salinas Tanasio | 2 de junio | 17:00    |
| Sol de América      | 2 - 0     | 3 de Febrero        | Luis Alfonso Giagni          | 2 de junio | 17:00    |
| Rubio Ñu            | 2 - 2     | Deportivo Santaní   | La Arboleda                  | 3 de junio | 10:00    |
| 24 de Setiembre VP  | 1 - 1     | Pastoreo            | Próculo Cortázar             | 3 de junio | 10:00    |
| Fernando de la Mora | 1 - 0     | Deportivo Recoleta  | Emiliano Ghezzi              | 4 de junio | 10:00    |
| Martín Ledesma      | 0 - 4     | Independiente CG    | Enrique Soler                | 4 de junio | 10:00    |
| Sportivo Carapeguá  | 0 - 0     | Atlético Colegiales | Municipal de Carapeguá       | 5 de junio | 14:30    |
| 2 de Mayo           | 2 - 1     | San Lorenzo         | Río Parapití                 | 5 de junio | 17:00    |

| Fecha 12            | Fecha 12  | Fecha 12            | Fecha 12                  | Fecha 12    | Fecha 12 |
| Local               | Resultado | Visitante           | Estadio                   | Día         | Hora     |
| ------------------- | --------- | ------------------- | ------------------------- | ----------- | -------- |
| 3 de Febrero        | 2 - 1     | Martín Ledesma      | Antonio Aranda            | 9 de junio  | 17:00    |
| Deportivo Santaní   | 3 - 1     | Sportivo Carapeguá  | Juan José Vázquez         | 9 de junio  | 19:15    |
| Atyrá               | 0 - 0     | 24 de Setiembre VP  | San Francisco de Asís     | 10 de junio | 10:00    |
| San Lorenzo         | 1 - 1     | 12 de Octubre       | Gunther Vogel             | 10 de junio | 10:00    |
| Pastoreo            | 1 - 1     | Rubio Ñu            | Municipal de Campo 9      | 11 de junio | 10:00    |
| Sol de América      | 1 - 0     | Fernando de la Mora | Luis Alfonso Giagni       | 11 de junio | 10:00    |
| Atlético Colegiales | 1 - 3     | Deportivo Recoleta  | Profesor Luciano Zacarías | 12 de junio | 14:30    |
| Independiente CG    | 0 - 0     | 2 de Mayo           | Ricardo Gregor            | 12 de junio | 19:15    |

| Fecha 13            | Fecha 13  | Fecha 13            | Fecha 13                                            | Fecha 13    | Fecha 13 |
| Local               | Resultado | Visitante           | Estadio                                             | Día         | Hora     |
| ------------------- | --------- | ------------------- | --------------------------------------------------- | ----------- | -------- |
| 12 de Octubre       | 2 - 3     | Independiente CG    | Luis Alberto Salinas Tanasio                        | 16 de junio | 17:00    |
| Rubio Ñu            | 2 - 3     | Atyrá               | La Arboleda                                         | 16 de junio | 19:15    |
| Fernando de la Mora | 2 - 1     | Atlético Colegiales | Emiliano Ghezzi                                     | 17 de junio | 10:00    |
| Deportivo Recoleta  | 2 - 1     | Deportivo Santaní   | Centro de Alto Rendimiento de Divisiones Formativas | 17 de junio | 10:00    |
| 24 de Setiembre VP  | 1 - 1     | San Lorenzo         | Próculo Cortázar                                    | 18 de junio | 14:00    |
| Martín Ledesma      | 0 - 1     | Sol de América      | Enrique Soler                                       | 18 de junio | 14:00    |
| Sportivo Carapeguá  | 1 - 2     | Pastoreo            | Municipal de Carapeguá                              | 19 de junio | 14:30    |
| 2 de Mayo           | 1 - 0     | 3 de Febrero        | Río Parapití                                        | 19 de junio | 17:00    |

| Fecha 14          | Fecha 14  | Fecha 14            | Fecha 14              | Fecha 14    | Fecha 14 |
| Local             | Resultado | Visitante           | Estadio               | Día         | Hora     |
| ----------------- | --------- | ------------------- | --------------------- | ----------- | -------- |
| Deportivo Santaní | 3 - 1     | Atlético Colegiales | Juan José Vázquez     | 23 de junio | 17:00    |
| Independiente CG  | 2 - 1     | 24 de Setiembre VP  | Ricardo Gregor        | 23 de junio | 19:15    |
| Martín Ledesma    | 0 - 3     | Fernando de la Mora | Enrique Soler         | 24 de junio | 14:30    |
| Atyrá             | 2 - 1     | Sportivo Carapeguá  | San Francisco de Asís | 24 de junio | 14:30    |
| Pastoreo          | 0 - 1     | Deportivo Recoleta  | Municipal de Campo 9  | 25 de junio | 10:00    |
| San Lorenzo       | 2 - 0     | Rubio Ñu            | Gunther Vogel         | 25 de junio | 10:00    |
| 3 de Febrero      | 3 - 0     | 12 de Octubre       | Antonio Aranda        | 26 de junio | 17:00    |
| Sol de América    | 2 - 1     | 2 de Mayo           | Luis Alfonso Giagni   | 26 de junio | 19:15    |

| Fecha 15            | Fecha 15  | Fecha 15          | Fecha 15                                            | Fecha 15    | Fecha 15 |
| Local               | Resultado | Visitante         | Estadio                                             | Día         | Hora     |
| ------------------- | --------- | ----------------- | --------------------------------------------------- | ----------- | -------- |
| Rubio Ñu            | 2 - 2     | Independiente CG  | La Arboleda                                         | 30 de junio | 17:00    |
| 2 de Mayo           | 1 - 0     | Martín Ledesma    | Río Parapití                                        | 30 de junio | 19:15    |
| Fernando de la Mora | 3 - 2     | Deportivo Santaní | Emiliano Ghezzi                                     | 1 de julio  | 14:30    |
| Deportivo Recoleta  | 4 - 2     | Atyrá             | Centro de Alto Rendimiento de Divisiones Formativas | 1 de julio  | 14:30    |
| 24 de Setiembre VP  | 1 - 2     | 3 de Febrero      | Próculo Cortázar                                    | 2 de julio  | 10:00    |
| Sportivo Carapeguá  | 0 - 0     | San Lorenzo       | Municipal de Carapeguá                              | 2 de julio  | 10:00    |
| Atlético Colegiales | 0 - 1     | Pastoreo          | Profesor Luciano Zacarías                           | 3 de julio  | 14:30    |
| 12 de Octubre       | 0 - 2     | Sol de América    | Luis Alberto Salinas Tanasio                        | 3 de julio  | 19:15    |

### Segunda vuelta
| Fecha 16            | Fecha 16  | Fecha 16            | Fecha 16                                            | Fecha 16    | Fecha 16 |
| Local               | Resultado | Visitante           | Estadio                                             | Día         | Hora     |
| ------------------- | --------- | ------------------- | --------------------------------------------------- | ----------- | -------- |
| 12 de Octubre       | 0 - 0     | Martín Ledesma      | Luis Alberto Salinas Tanasio                        | 7 de julio  | 17:00    |
| 2 de Mayo           | 0 - 0     | Fernando de la Mora | Río Parapití                                        | 7 de julio  | 19:15    |
| Sportivo Carapeguá  | 2 - 0     | Independiente CG    | Municipal de Carapeguá                              | 8 de julio  | 10:00    |
| Deportivo Recoleta  | 2 - 1     | San Lorenzo         | Centro de Alto Rendimiento de Divisiones Formativas | 8 de julio  | 10:00    |
| Atlético Colegiales | 2 - 1     | Atyrá               | Profesor Luciano Zacarías                           | 9 de julio  | 10:00    |
| 24 de Setiembre VP  | 0 - 2     | Sol de América      | Próculo Cortázar                                    | 9 de julio  | 10:00    |
| Rubio Ñu            | 3 - 1     | 3 de Febrero        | La Arboleda                                         | 10 de julio | 17:00    |
| Deportivo Santaní   | 0 - 2     | Pastoreo            | Juan José Vázquez                                   | 10 de julio | 19:15    |

| Fecha 17            | Fecha 17  | Fecha 17            | Fecha 17              | Fecha 17    | Fecha 17 |
| Local               | Resultado | Visitante           | Estadio               | Día         | Hora     |
| ------------------- | --------- | ------------------- | --------------------- | ----------- | -------- |
| Independiente CG    | 2 - 0     | Deportivo Recoleta  | Ricardo Gregor        | 14 de julio | 17:00    |
| Sol de América      | 1 - 0     | Rubio Ñu            | Luis Alfonso Giagni   | 14 de julio | 19:15    |
| Fernando de la Mora | 2 - 0     | Pastoreo            | Emiliano Ghezzi       | 15 de julio | 10:00    |
| Martín Ledesma      | 2 - 1     | 24 de Setiembre VP  | Enrique Soler         | 15 de julio | 10:00    |
| Atyrá               | 2 - 0     | Deportivo Santaní   | San Francisco de Asís | 16 de julio | 10:00    |
| San Lorenzo         | 4 - 0     | Atlético Colegiales | Gunther Vogel         | 16 de julio | 10:00    |
| 3 de Febrero        | 1 - 3     | Sportivo Carapeguá  | Antonio Aranda        | 17 de julio | 17:00    |
| 2 de Mayo           | 1 - 0     | 12 de Octubre       | Río Parapití          | 17 de julio | 19:15    |

| Fecha 18            | Fecha 18  | Fecha 18            | Fecha 18                                            | Fecha 18    | Fecha 18 |
| Local               | Resultado | Visitante           | Estadio                                             | Día         | Hora     |
| ------------------- | --------- | ------------------- | --------------------------------------------------- | ----------- | -------- |
| Pastoreo            | 2 - 0     | Atyrá               | Municipal de Campo 9                                | 21 de julio | 14:30    |
| Rubio Ñu            | 3 - 1     | Martín Ledesma      | La Arboleda                                         | 21 de julio | 19:15    |
| Atlético Colegiales | 0 - 1     | Independiente CG    | Profesor Luciano Zacarías                           | 22 de julio | 10:00    |
| 24 de Setiembre VP  | 2 - 1     | 2 de Mayo           | Próculo Cortázar                                    | 22 de julio | 10:00    |
| Deportivo Santaní   | 2 - 2     | San Lorenzo         | La Catedral                                         | 23 de julio | 10:00    |
| Sportivo Carapeguá  | 1 - 0     | Sol de América      | Municipal de Carapeguá                              | 23 de julio | 10:00    |
| Deportivo Recoleta  | 6 - 1     | 3 de Febrero        | Centro de Alto Rendimiento de Divisiones Formativas | 24 de julio | 14:30    |
| 12 de Octubre       | 0 - 0     | Fernando de la Mora | Luis Alberto Salinas Tanasio                        | 24 de julio | 19:15    |

| Fecha 19            | Fecha 19  | Fecha 19            | Fecha 19                     | Fecha 19    | Fecha 19 |
| Local               | Resultado | Visitante           | Estadio                      | Día         | Hora     |
| ------------------- | --------- | ------------------- | ---------------------------- | ----------- | -------- |
| Independiente CG    | 2 - 2     | Deportivo Santaní   | Ricardo Gregor               | 28 de julio | 17:00    |
| San Lorenzo         | 0 - 1     | Pastoreo            | Gunther Vogel                | 28 de julio | 19:15    |
| Martín Ledesma      | 0 - 0     | Sportivo Carapeguá  | Enrique Soler                | 29 de julio | 10:00    |
| 12 de Octubre       | 1 - 0     | 24 de Setiembre VP  | Luis Alberto Salinas Tanasio | 29 de julio | 10:00    |
| Fernando de la Mora | 2 - 0     | Atyrá               | Emiliano Ghezzi              | 30 de julio | 10:00    |
| 3 de Febrero        | 3 - 1     | Atlético Colegiales | Pa'i Coronel                 | 30 de julio | 10:00    |
| 2 de Mayo           | 2 - 0     | Rubio Ñu            | Río Parapití                 | 31 de julio | 17:00    |
| Sol de América      | 1 - 0     | Deportivo Recoleta  | Luis Alfonso Giagni          | 31 de julio | 19:15    |

| Fecha 20            | Fecha 20  | Fecha 20            | Fecha 20                                               | Fecha 20    | Fecha 20 |
| Local               | Resultado | Visitante           | Estadio                                                | Día         | Hora     |
| ------------------- | --------- | ------------------- | ------------------------------------------------------ | ----------- | -------- |
| Pastoreo            | 0 - 3     | Independiente CG    | Municipal de Campo 9                                   | 4 de agosto | 14:30    |
| Rubio Ñu            | 2 - 1     | 12 de Octubre       | La Arboleda                                            | 4 de agosto | 19:00    |
| Sportivo Carapeguá  | 0 - 0     | 2 de Mayo           | Municipal de Carapeguá                                 | 5 de agosto | 10:00    |
| Atyrá               | 2 - 3     | San Lorenzo         | San Francisco de Asís                                  | 5 de agosto | 10:00    |
| Atlético Colegiales | 0 - 1     | Sol de América      | Profesor Luciano Zacarías                              | 6 de agosto | 10:00    |
| Deportivo Recoleta  | 2 - 1     | Martín Ledesma      | Centro de Alto de Rendimiento de Divisiones Formativas | 6 de agosto | 10:00    |
| 24 de Setiembre VP  | 4 - 2     | Fernando de la Mora | Próculo Cortázar                                       | 7 de agosto | 14:30    |
| Deportivo Santaní   | 1 - 1     | 3 de Febrero        | Juan José Vázquez                                      | 7 de agosto | 19:00    |

| Fecha 21            | Fecha 21  | Fecha 21            | Fecha 21                     | Fecha 21     | Fecha 21 |
| Local               | Resultado | Visitante           | Estadio                      | Día          | Hora     |
| ------------------- | --------- | ------------------- | ---------------------------- | ------------ | -------- |
| 24 de Setiembre VP  | 0 - 1     | Rubio Ñu            | Próculo Cortázar             | 11 de agosto | 14:30    |
| 2 de Mayo           | 1 - 1     | Deportivo Recoleta  | Río Parapití                 | 11 de agosto | 19:00    |
| Martín Ledesma      | 0 - 0     | Atlético Colegiales | Enrique Soler                | 12 de agosto | 10:00    |
| Independiente CG    | 3 - 0     | Atyrá               | Ricardo Gregor               | 12 de agosto | 10:00    |
| Fernando de la Mora | 1 - 0     | San Lorenzo         | Emiliano Ghezzi              | 13 de agosto | 10:00    |
| Sol de América      | 0 - 1     | Deportivo Santaní   | Luis Alfonso Giagni          | 13 de agosto | 10:00    |
| 3 de Febrero        | 2 - 1     | Pastoreo            | Pa'i Coronel                 | 14 de agosto | 14:30    |
| 12 de Octubre       | 2 - 3     | Sportivo Carapeguá  | Luis Alberto Salinas Tanasio | 14 de agosto | 19:00    |

| Fecha 22            | Fecha 22  | Fecha 22            | Fecha 22                                            | Fecha 22     | Fecha 22 |
| Local               | Resultado | Visitante           | Estadio                                             | Día          | Hora     |
| ------------------- | --------- | ------------------- | --------------------------------------------------- | ------------ | -------- |
| Deportivo Recoleta  | 4 - 1     | 12 de Octubre       | Centro de Alto Rendimiento de Divisiones Formativas | 18 de agosto | 14:30    |
| San Lorenzo         | 0 - 2     | Independiente CG    | Gunther Vogel                                       | 18 de agosto | 19:00    |
| Atlético Colegiales | 1 - 3     | 2 de Mayo           | Profesor Luciano Zacarías                           | 19 de agosto | 10:00    |
| Pastoreo            | 0 - 1     | Sol de América      | Municipal de Campo 9                                | 19 de agosto | 10:00    |
| Deportivo Santaní   | 0 - 0     | Martín Ledesma      | Juan José Vázquez                                   | 20 de agosto | 10:00    |
| Atyrá               | 1 - 1     | 3 de Febrero        | San Francisco de Asís                               | 20 de agosto | 10:00    |
| Sportivo Carapeguá  | 2 - 0     | 24 de Setiembre VP  | Municipal de Carapeguá                              | 21 de agosto | 14:30    |
| Rubio Ñu            | 1 - 0     | Fernando de la Mora | La Arboleda                                         | 21 de agosto | 19:00    |

| Fecha 23            | Fecha 23  | Fecha 23            | Fecha 23                     | Fecha 23     | Fecha 23 |
| Local               | Resultado | Visitante           | Estadio                      | Día          | Hora     |
| ------------------- | --------- | ------------------- | ---------------------------- | ------------ | -------- |
| 12 de Octubre       | 0 - 3     | Atlético Colegiales | Luis Alberto Salinas Tanasio | 22 de agosto | 19:15    |
| 3 de Febrero        | 0 - 2     | San Lorenzo         | Pa'i Coronel                 | 23 de agosto | 10:00    |
| 2 de Mayo           | 3 - 2     | Deportivo Santaní   | Río Parapití                 | 23 de agosto | 17:00    |
| Sol de América      | 1 - 0     | Atyrá               | Luis Alfonso Giagni          | 23 de agosto | 19:15    |
| Martín Ledesma      | 4 - 2     | Pastoreo            | Enrique Soler                | 24 de agosto | 10:00    |
| Fernando de la Mora | 0 - 3     | Independiente CG    | Emiliano Ghezzi              | 24 de agosto | 10:00    |
| Rubio Ñu            | 1 - 0     | Sportivo Carapeguá  | La Arboleda                  | 24 de agosto | 14:30    |
| 24 de Setiembre VP  | 1 - 1     | Deportivo Recoleta  | Próculo Cortázar             | 24 de agosto | 14:30    |

| Fecha 24            | Fecha 24  | Fecha 24            | Fecha 24                                            | Fecha 24     | Fecha 24 |
| Local               | Resultado | Visitante           | Estadio                                             | Día          | Hora     |
| ------------------- | --------- | ------------------- | --------------------------------------------------- | ------------ | -------- |
| Deportivo Santaní   | 2 - 2     | 12 de Octubre       | Juan José Vázquez                                   | 26 de agosto | 10:00    |
| Atyrá               | 0 - 1     | Martín Ledesma      | San Francisco de Asís                               | 27 de agosto | 10:00    |
| Pastoreo            | 0 - 1     | 2 de Mayo           | Municipal de Campo 9                                | 27 de agosto | 10:00    |
| Sportivo Carapeguá  | 1 - 1     | Fernando de la Mora | Municipal de Carapeguá                              | 28 de agosto | 14:30    |
| San Lorenzo         | 0 - 1     | Sol de América      | Gunther Vogel                                       | 28 de agosto | 19:15    |
| Independiente CG    | 1 - 1     | 3 de Febrero        | Ricardo Gregor                                      | 29 de agosto | 10:00    |
| Atlético Colegiales | 3 - 2     | 24 de Setiembre VP  | Profesor Luciano Zacarías                           | 29 de agosto | 14:30    |
| Deportivo Recoleta  | 1 - 3     | Rubio Ñu            | Centro de Alto Rendimiento de Divisiones Formativas | 29 de agosto | 14:30    |

| Fecha 25            | Fecha 25  | Fecha 25            | Fecha 25                     | Fecha 25        | Fecha 25 |
| Local               | Resultado | Visitante           | Estadio                      | Día             | Hora     |
| ------------------- | --------- | ------------------- | ---------------------------- | --------------- | -------- |
| Fernando de la Mora | 2 - 1     | 3 de Febrero        | Emiliano Ghezzi              | 1 de septiembre | 14:30    |
| 2 de Mayo           | 1 - 1     | Atyrá               | Río Parapití                 | 1 de septiembre | 19:15    |
| Sportivo Carapeguá  | 3 - 4     | Deportivo Recoleta  | Municipal de Carapeguá       | 2 de septiembre | 10:00    |
| 24 de Setiembre VP  | 0 - 1     | Deportivo Santaní   | Próculo Cortázar             | 2 de septiembre | 10:00    |
| Sol de América      | 1 - 3     | Independiente CG    | Luis Alfonso Giagni          | 3 de septiembre | 10:00    |
| Martín Ledesma      | 1 - 1     | San Lorenzo         | Enrique Soler                | 3 de septiembre | 10:00    |
| 12 de Octubre       | 1 - 1     | Pastoreo            | Luis Alberto Salinas Tanasio | 4 de septiembre | 14:30    |
| Rubio Ñu            | 0 - 0     | Atlético Colegiales | La Arboleda                  | 4 de septiembre | 17:00    |

| Fecha 26            | Fecha 26  | Fecha 26            | Fecha 26                                            | Fecha 26         | Fecha 26 |
| Local               | Resultado | Visitante           | Estadio                                             | Día              | Hora     |
| ------------------- | --------- | ------------------- | --------------------------------------------------- | ---------------- | -------- |
| San Lorenzo         | 0 - 1     | 2 de Mayo           | Gunther Vogel                                       | 8 de septiembre  | 17:00    |
| Deportivo Santaní   | 0 - 1     | Rubio Ñu            | Juan José Vázquez                                   | 8 de septiembre  | 19:15    |
| Deportivo Recoleta  | 3 - 3     | Fernando de la Mora | Centro de Alto Rendimiento de Divisiones Formativas | 9 de septiembre  | 10:00    |
| Atlético Colegiales | 0 - 4     | Sportivo Carapeguá  | Profesor Luciano Zacarías                           | 9 de septiembre  | 10:00    |
| Pastoreo            | 4 - 2     | 24 de Setiembre VP  | Municipal de Campo 9                                | 10 de septiembre | 10:00    |
| 3 de Febrero        | 0 - 1     | Sol de América      | Pa'i Coronel                                        | 10 de septiembre | 10:00    |
| Atyrá               | 1 - 0     | 12 de Octubre       | San Francisco de Asís                               | 11 de septiembre | 14:30    |
| Independiente CG    | 1 - 2     | Martín Ledesma      | Ricardo Gregor                                      | 11 de septiembre | 19:15    |

| Fecha 27            | Fecha 27  | Fecha 27            | Fecha 27                                           | Fecha 27         | Fecha 27 |
| Local               | Resultado | Visitante           | Estadio                                            | Día              | Hora     |
| ------------------- | --------- | ------------------- | -------------------------------------------------- | ---------------- | -------- |
| 12 de Octubre       | 0 - 2     | San Lorenzo         | Luis Alberto Salinas Tanasio                       | 15 de septiembre | 14:30    |
| 2 de Mayo           | 4 - 0     | Independiente CG    | Río Parapití                                       | 15 de septiembre | 19:15    |
| Martín Ledesma      | 3 - 3     | 3 de Febrero        | Enrique Soler                                      | 16 de septiembre | 10:00    |
| 24 de Setiembre VP  | 5 - 0     | Atyrá               | Próculo Cortázar                                   | 16 de septiembre | 10:00    |
| Fernando de la Mora | 0 - 2     | Sol de América      | Emiliano Ghezzi                                    | 17 de septiembre | 10:00    |
| Sportivo Carapeguá  | 6 - 0     | Deportivo Santaní   | Municipal de Carapeguá                             | 17 de septiembre | 10:00    |
| Deportivo Recoleta  | 0 - 3     | Atlético Colegiales | Centro de Alto Rendimento de Divisiones Formativas | 18 de septiembre | 14:30    |
| Rubio Ñu            | 2 - 2     | Pastoreo            | La Arboleda                                        | 18 de septiembre | 19:15    |

| Fecha 28            | Fecha 28  | Fecha 28            | Fecha 28                  | Fecha 28         | Fecha 28 |
| Local               | Resultado | Visitante           | Estadio                   | Día              | Hora     |
| ------------------- | --------- | ------------------- | ------------------------- | ---------------- | -------- |
| Pastoreo            | 3 - 1     | Sportivo Carapeguá  | Municipal Campo 9         | 22 de septiembre | 14:30    |
| Independiente CG    | 2 - 2     | 12 de Octubre       | Ricardo Gregor            | 22 de septiembre | 19:15    |
| Deportivo Santaní   | 2 - 1     | Deportivo Recoleta  | Juan José Vázquez         | 23 de septiembre | 9:00     |
| 3 de Febrero        | 1 - 1     | 2 de Mayo           | Antonio Aranda            | 23 de septiembre | 9:00     |
| Atlético Colegiales | 1 - 0     | Fernando de la Mora | Profesor Luciano Zacarías | 24 de septiembre | 8:00     |
| Atyrá               | 3 - 1     | Rubio Ñu            | San Francisco de Asís     | 24 de septiembre | 8:00     |
| San Lorenzo         | 1 - 2     | 24 de Setiembre VP  | Gunther Vogel             | 24 de septiembre | 8:00     |
| Sol de América (C)  | 2 - 1     | Martín Ledesma      | Luis Alfonso Giagni       | 25 de septiembre | 19:15    |

| Fecha 29            | Fecha 29  | Fecha 29          | Fecha 29                                           | Fecha 29         | Fecha 29 |
| Local               | Resultado | Visitante         | Estadio                                            | Día              | Hora     |
| ------------------- | --------- | ----------------- | -------------------------------------------------- | ---------------- | -------- |
| Rubio Ñu            | 0 - 3     | San Lorenzo       | La Arboleda                                        | 29 de septiembre | 17:00    |
| 2 de Mayo           | 1 - 1     | Sol de América    | Río Parapití                                       | 29 de septiembre | 19:30    |
| Fernando de la Mora | 1 - 0     | Martín Ledesma    | Emiliano Ghezzi                                    | 30 de septiembre | 8:00     |
| Deportivo Recoleta  | 0 - 0     | Pastoreo          | Centro de Alto Rendimento de Divisiones Formativas | 30 de septiembre | 8:00     |
| 24 de Setiembre VP  | 0 - 5     | Independiente CG  | Próculo Cortázar                                   | 1 de octubre     | 8:00     |
| Sportivo Carapeguá  | 3 - 2     | Atyrá             | Municipal de Carapeguá                             | 1 de octubre     | 8:00     |
| Atlético Colegiales | 1 - 0     | Deportivo Santaní | Profesor Luciano Zacarías                          | 1 de octubre     | 8:00     |
| 12 de Octubre       | 1 - 2     | 3 de Febrero      | Luis Alberto Salinas Tanasio                       | 2 de octubre     | 8:00     |

| Fecha 30          | Fecha 30  | Fecha 30            | Fecha 30              | Fecha 30     | Fecha 30 |
| Local             | Resultado | Visitante           | Estadio               | Día          | Hora     |
| ----------------- | --------- | ------------------- | --------------------- | ------------ | -------- |
| Deportivo Santaní | 2 - 1     | Fernando de la Mora | Juan José Vázquez     | 6 de octubre | 17:15    |
| Sol de América    | 6 - 0     | 12 de Octubre       | Luis Alfonso Giagni   | 6 de octubre | 19:30    |
| San Lorenzo       | 0 - 0     | Sportivo Carapeguá  | Gunther Vogel         | 7 de octubre | 9:00     |
| Martín Ledesma    | 2 - 1     | 2 de Mayo           | Enrique Soler         | 7 de octubre | 9:00     |
| Pastoreo          | 2 - 1     | Atlético Colegiales | Municipal Campo 9     | 8 de octubre | 9:00     |
| Atyrá             | 2 - 3     | Deportivo Recoleta  | San Francisco de Asís | 8 de octubre | 9:00     |
| Independiente CG  | 2 - 2     | Rubio Ñu            | Ricardo Gregor        | 9 de octubre | 17:15    |
| 3 de Febrero      | 3 - 0     | 24 de Setiembre VP  | Antonio Aranda        | 9 de octubre | 19:30    |

### Resultados
| Local \ Visitante     | 2MY | 3FB | SOL | CAR | REC | ATY | FER | SAN | PAS | ICG | 24S | COL | RÑU | 12O | GML | SSL |
| --------------------- | --- | --- | --- | --- | --- | --- | --- | --- | --- | --- | --- | --- | --- | --- | --- | --- |
| 2 de Mayo             |     | 1–0 | 1–1 | 2–0 | 1–1 | 1–1 | 0–0 | 3–2 | 2–0 | 4–0 | 0–0 | 2–0 | 2–0 | 1–0 | 1–0 | 2–1 |
| Atlético 3 de Febrero | 1–1 |     | 0–1 | 1–3 | 2–0 | 2–0 | 0–2 | 2–3 | 2–1 | 2–0 | 3–0 | 3–1 | 1–2 | 3–0 | 2–1 | 0–2 |
| Sol de América        | 2–1 | 2–0 |     | 1–1 | 1–0 | 1–0 | 1–0 | 0–1 | 1–0 | 1–3 | 3–0 | 2–1 | 1–0 | 6–0 | 2–1 | 1–1 |
| Sportivo Carapeguá    | 0–0 | 1–2 | 1–0 |     | 3–4 | 3–2 | 1–1 | 6–0 | 1–2 | 2–0 | 2–0 | 0–0 | 0–1 | 3–0 | 1–0 | 0–0 |
| Deportivo Recoleta    | 3–7 | 6–1 | 7–1 | 0–0 |     | 4–2 | 3–3 | 2–1 | 0–0 | 2–0 | 0–0 | 0–3 | 1–3 | 4–1 | 2–1 | 2–1 |
| Atyrá                 | 1–0 | 1–1 | 1–2 | 2–1 | 2–3 |     | 0–2 | 2–0 | 0–5 | 2–4 | 0–0 | 1–1 | 3–1 | 1–0 | 0–1 | 2–3 |
| Fernando de la Mora   | 1–0 | 2–1 | 0–2 | 0–1 | 1–0 | 2–0 |     | 3–2 | 2–0 | 0–3 | 1–2 | 2–1 | 1–1 | 5–1 | 1–0 | 1–0 |
| Deportivo Santaní     | 2–2 | 1–1 | 2–1 | 3–1 | 2–1 | 1–0 | 2–1 |     | 0–2 | 1–0 | 0–1 | 3–1 | 0–1 | 2–2 | 0–0 | 2–2 |
| Pastoreo              | 0–1 | 0–0 | 0–1 | 3–1 | 0–1 | 2–0 | 1–1 | 1–1 |     | 0–3 | 4–2 | 2–1 | 1–1 | 1–0 | 3–1 | 0–0 |
| Independiente (CG)    | 0–0 | 1–1 | 2–2 | 1–1 | 2–0 | 3–0 | 2–1 | 2–2 | 1–1 |     | 2–1 | 2–1 | 2–2 | 2–2 | 1–2 | 0–1 |
| 24 de Setiembre VP    | 2–1 | 1–2 | 0–2 | 3–3 | 1–1 | 5–0 | 4–2 | 0–1 | 1–1 | 0–5 |     | 2–3 | 0–1 | 1–1 | 2–1 | 1–1 |
| Atlético Colegiales   | 1–3 | 1–0 | 0–1 | 0–4 | 1–3 | 2–1 | 1–0 | 1–0 | 0–1 | 0–1 | 3–2 |     | 1–1 | 2–0 | 0–3 | 0–1 |
| Rubio Ñu              | 1–3 | 3–1 | 1–2 | 1–0 | 0–2 | 2–3 | 1–0 | 2–2 | 2–2 | 2–2 | 5–4 | 0–0 |     | 2–1 | 3–1 | 0–3 |
| 12 de Octubre         | 1–2 | 1–2 | 0–2 | 2–3 | 1–4 | 3–0 | 0–0 | 2–3 | 1–1 | 2–3 | 1–0 | 0–3 | 0–2 |     | 0–0 | 0–2 |
| Martín Ledesma        | 2–1 | 3–3 | 0–1 | 0–0 | 1–2 | 0–2 | 0–3 | 1–0 | 4–2 | 0–4 | 2–1 | 0–0 | 3–1 | 1–1 |     | 1–1 |
| San Lorenzo           | 0–1 | 1–0 | 0–1 | 0–0 | 3–1 | 2–2 | 1–2 | 0–2 | 0–1 | 0–2 | 1–2 | 4–0 | 2–0 | 1–1 | 1–0 |     |

## Campeón
|                            |
| Sol de América 4.to título |

## Puntaje promedio
El promedio de puntos de un club es el cociente que se obtiene de la división de su puntaje acumulado en las últimas tres temporadas en la división, entre la cantidad de partidos que haya jugado durante dicho período. Este determina, al final de la temporada, el descenso de los equipos que acaben en los tres últimos lugares de la tabla. Clubes de Asunción o de ciudades que se encuentren a menos de 50 km de la capital descienden a la Primera División B. En tanto que equipos del resto del país descienden a la Primera División B Nacional. Para esta temporada se promediarán los puntajes acumulados de la temporada 2021, 2022, además de los puntos de la presente. En caso de empate de cociente para determinar a los equipos por descender, si el empate se da entre dos clubes se juega partido extra, si el empate es entre más de dos clubes se tiene en cuenta la diferencia de gol en primera instancia, luego goles a favor para determinar a los descendidos.
| Pos. | Equipo              | Prom. | Pts. | PJ | '21 | '22 | '23 |
| ---- | ------------------- | ----- | ---- | -- | --- | --- | --- |
| 1.°  | Sol de América      | 2.233 | 67   | 30 | -   | -   | 67  |
| 2.°  | Deportivo Recoleta  | 1.700 | 51   | 30 | -   | -   | 51  |
| 3.°  | Pastoreo            | 1.600 | 96   | 60 | -   | 53  | 43  |
| 4.°  | San Lorenzo         | 1.585 | 149  | 94 | 53  | 54  | 42  |
| 5.°  | Independiente CG    | 1.521 | 143  | 94 | 51  | 41  | 51  |
| 6.°  | Fernando de la Mora | 1.516 | 141  | 94 | 45  | 48  | 48  |
| 7.°  | Sportivo Carapeguá  | 1.433 | 43   | 30 | -   | -   | 43  |
| 8.°  | Rubio Ñu            | 1.351 | 127  | 94 | 39  | 44  | 44  |
| 9.°  | 2 de Mayo           | 1.298 | 122  | 94 | 36  | 29  | 57  |
| 10.° | 3 de Febrero CDE    | 1.298 | 122  | 94 | 48  | 35  | 39  |
| 11.° | Martín Ledesma      | 1.267 | 76   | 60 | -   | 45  | 31  |
| 12.° | Deportivo Santaní   | 1.255 | 118  | 94 | 41  | 33  | 44  |
| 13.° | Atlético Colegiales | 1.133 | 68   | 60 | -   | 36  | 32  |
| 14.° | Atyrá               | 1.117 | 105  | 94 | 43  | 36  | 26  |
| 15.° | 24 de Setiembre VP  | 0.967 | 29   | 30 | -   | -   | 29  |
| 16.° | 12 de Octubre       | 0.467 | 14   | 30 | -   | -   | 14  |

     Descendido a la Primera División B Nacional.
     Descendido a la Primera División B.

## Goleadores
| Pos. | Jugador          | Club                | Goles |
| ---- | ---------------- | ------------------- | ----- |
| 1    | Aldo González    | Deportivo Recoleta  | 14    |
| 2    | Franco Aragón    | Sol de América      | 12    |
| 3    | Derlis Ortiz     | Deportivo Recoleta  | 11    |
| 4    | Fernando Cáceres | 2 de Mayo           | 10    |
| 5    | Sergio Dietze    | Independiente CG    | 10    |
| 6    | Osvaldo Argüello | Rubio Ñu            | 10    |
| 7    | Ronald Acuña     | Deportivo Santaní   | 10    |
| 8    | Edsson Riveros   | Rubio Ñu            | 10    |
| 9    | Wilfrido Báez    | Independiente CG    | 9     |
| 10   | Lucas González   | Deportivo Recoleta  | 9     |
| 11   | Roque Guachiré   | Fernando de la Mora | 9     |
| 12   | Maicol Fernández | 3 de Febrero        | 9     |
| 13   | Pablo Candia     | 2 de Mayo           | 8     |
| 14   | Lisandro Cabrera | Sol de América      | 8     |
| 15   | Hugo Sandoval    | 3 de Febrero        | 8     |